# Chamberlain (Dacota do Sul)
Chamberlain é uma cidade localizada no estado norte-americano de Dacota do Sul, no Condado de Brule.

## Demografia
Segundo o censo norte-americano de 2000, a sua população era de 2338 habitantes.
Em 2006, foi estimada uma população de 2252, um decréscimo de 86 (-3.7%).

## Geografia
De acordo com o United States Census Bureau tem uma área de
16,9 km², dos quais 16,8 km² cobertos por terra e 0,1 km² cobertos por água. Chamberlain localiza-se a aproximadamente 428 m acima do nível do mar.

## Localidades na vizinhança
O diagrama seguinte representa as localidades num raio de 32 km ao redor de Chamberlain.